# The Manticore and Other Horrors
The Manticore and Other Horrors è il decimo album in studio del gruppo musicale britannico Cradle of Filth, pubblicato il 30 ottobre 2012 dalla Peaceville Records e dalla Nuclear Blast.

## Il disco
L'album dal punto di vista musicale elimina quasi del tutto la componente sinfonica rispetto ai precedenti Darkly, Darkly, Venus Aversa e Godspeed on the Devil's Thunder.

## Tracce

### Versione Standard
1. The Unveiling of O – 2:07
2. The Abhorrent – 5:53
3. For Your Vulgar Delectation – 4:47
4. Illicitus – 5:24
5. Manticore – 5:54
6. Frost on Her Pillow – 4:13
7. Huge Onyx Wings Behind Despair – 4:23
8. Pallid Reflection – 5:35
9. Siding with the Titans – 5:17
10. Succumb to This – 4:34
11. Sinfonia – 3:24

### Edizione Deluxe
1. The Unveiling of O – 2:07
2. The Abhorrent – 5:53
3. For Your Vulgar Delectation – 4:47
4. Illicitus – 5:24
5. Manticore – 5:54
6. Frost on Her Pillow – 4:13
7. Huge Onyx Wings Behind Despair – 4:23
8. Pallid Reflection – 5:35
9. Siding with the Titans – 5:17
10. Succumb to This – 4:34
11. Nightmares of an Ether Drinker – 4:33
12. Death, the Great Adventure – 6:18
13. Sinfonia – 3:24

## Formazione
Gruppo
- Dani Filth - voce
- Paul Allender - chitarra
- Martin "Marthus" Škaroupka - batteria, orchestrazione

Corista
- Lucy Atkins - voce addizionale

Altri musicisti
- Daniel Firth - basso